# Жаналик (Кербулацький район)
Жанали́к (каз. Жаңалық) — село у складі Кербулацького району Жетисуської області Казахстану. Входить до складу Жайнак-батирського сільського округу.
До 1999 року село називалось Розвильне, до нього також були приєднані сусідні Свердловка та Воронцовка.
Населення — 831 особа (2021; 1067 у 2009, 1239 у 1999, 1456 у 1989).